# 盖莱当湖
盖莱当湖（法語：Lac de Guerlédan，法語發音：[lak də ɡɛʁledɑ̃]）是法国布列塔尼大區阿摩尔滨海省与莫尔比昂省交界处的一个的人工湖。该湖面积4平方公里，是布列塔尼地区最大的人工湖。